# Norra Härene socken
Norra Härene socken i Västergötland ingick i Kinnefjärdings härad, uppgick 1969 i Lidköpings stad och området ingår sedan 1971 i Lidköpings kommun och motsvarar från 2016 Norra Härene distrikt.
Socknens areal är 31,55 kvadratkilometer varav 31,51 land. År 2000 fanns här 489 invånare. Godset Bronäs samt kyrkbyn Norra Härene med sockenkyrkan Norra Härene kyrka ligger i socknen.

## Administrativ historik
Socknen har medeltida ursprung. Namnet var först Härene socken, som 1776 blev Härene med Skofteby socken som 1 januari 1886 (ändring enligt beslut den 17 april 1885) gavs namnet Norra Härene socken.
'. Resville socken införlivades efter 1546 och 1776 införlivades Skofteby kyrkosocken medan dess jordebokssocken införlivades först kring omkring 1866.
Vid kommunreformen 1862 övergick socknens ansvar för de kyrkliga frågorna till Härene församling och för de borgerliga frågorna bildades Härene landskommun. Landskommunen uppgick 1952 i Vinninga landskommun som 1969 uppgick i Lidköpings stad som 1971 ombildades till Lidköpings kommun. Församlingen uppgick 2006 i Sävare församling.
1 januari 2016 inrättades distriktet Norra Härene, med samma omfattning som församlingen hade 1999/2000.  
Socknen har tillhört län, fögderier, tingslag och domsagor enligt vad som beskrivs i artikeln Kinnefjärdings härad. De indelta soldaterna tillhörde Västgöta-Dals regemente, Kållands kompani och Västgöta regemente, Livkompaniet.

## Geografi
Norra Härene socken ligger söder om Lidköping med Lidan och Flian i väster. Socknen är en odlad slättbygd.

## Fornlämningar
Boplatser från stenåldern är funna. Från järnåldern finns gravhögar och domarringar. En runristning har påträffats.

## Namnet
Namnet skrevs 1386 Härini och kommer från kyrkbyn. Efterleden innehåller vin, 'betesmark, äng'. Förleden kan innehålla hare eller ett äldre namn på vattendraget vid byn, Hära, 'den grå'.